# C̆
La C con breve (C̆, c̆) es una letra adicional utilizada en el Idioma jarai. También se utiliza en la romanización ISO 9, para transliterar la letra cirílica abjasia Che (Ҽ ҽ).
Se compone de una C con una breve.

## Codificación
C con breve se puede representar con los siguientes caracteres Unicode:
| Carácter      | C                      | C                      | c                    | c                    | ̆                | ̆                |
| ------------- | ---------------------- | ---------------------- | -------------------- | -------------------- | --------------- | --------------- |
| Unicode       | LATIN CAPITAL LETTER C | LATIN CAPITAL LETTER C | LATIN SMALL LETTER C | LATIN SMALL LETTER C | COMBINING BREVE | COMBINING BREVE |
| Codificación  | decimal                | hex                    | decimal              | hex                  | decimal         | hex             |
| Unicode       | 67                     | U+0043                 | 99                   | U+0063               | 774             | U+0306          |
| UTF-8         | 67                     | 43                     | 99                   | 63                   | 204 134         | CC 86           |
| Ref. numérica | &#67;                  | &#x43;                 | &#99;                | &#x63;               | &#774;          | &#x306;         |